# Daniel Haas
Pour les articles homonymes, voir Haas.
Daniel Haas est un footballeur allemand né le 1er août 1983 à Erlenbach am Main en Allemagne. Il évolue actuellement au poste de gardien de but pour le FC Union Berlin.